# Milorad Miskovitch
Milorad Miskovitch (en serbio cirílico: Милорад Мишковић) (Valjevo, 26 de marzo de 1928 - Niza, 21 de junio de 2013) fue un bailarín y coreógrafo serbio, nacionalizado francés más tarde al tener que exiliarse en 1947.
Después de estudiar en Belgrado y París con Boris Kniaseff y Olga Preobrajenska, comenzó a trabajar en el ballet de la Ópera de Belgrado en 1945. En 1947, ya en Francia, fue bailarín con el Ballet des Champs-Elysées, el Ballet Ruso de Montecarlo y los ballets de Vassili de Basil. Su trayectoria continuó con el Ballet de París con Janine Charrat y el Festival de Ballet de Londres con Nicholas Sergeyev, Alicia Markova y Anton Dolin. La gira de 1951 por Estados Unidos, Reino Unido y Francia lo consagró internacionalmente. A partir de entonces fundó su propia compañía, el ballet Miskovitch y realizó, además, un intenso trabajo pedagógico. Entre sus coreografías destacaron las preparadas de El juicio de Paris, Giselle, Cascanueces y El lago de los cisnes. Cofundador, junto a Maurice Béjart, del Ballet del Siglo XXI, dirigió el Comité Mundial de la Danza de la UNESCO, del que después fue presidente de honor hasta su fallecimiento.